# Лорі Граймс
Лорі Граймс (англ. Lori Grimes) — вигаданий персонаж серії коміксів видавництва Image Comics Ходячі мерці, яку зіграла Сара Вейн Келліс в однойменному американському телесеріалі. Персонаж, створений письменником Робертом Кіркманом і художником Тоні Муром, дебютував у «Ходячих мерцях» #2 у 2003 році. В обох формах ЗМІ вона одружена з Ріком Граймсом. У них двоє дітей Карл і Джудіт. Персонаж тікає від зомбі-апокаліпсису разом з Карлом і партнером Ріка Шейном Волшем. Вважаючи свого чоловіка мертвим, вона починає стосунки з Шейном.
За виконання ролі Лорі Келліс була номінована на премію «Сатурн» за найкращу жіночу роль на телебаченні 2010 року, а також була серед акторів «Ходячих мерців», які виграли нагороду «Супутник» за найкращий акторський склад — телесеріал у 2012 році.

## Поява
Лорі Граймс — звичайна домогосподарка середнього класу, що живе в Сінтіані, штат Кентуккі. Коли починається спалах, її сина Карла та її евакуюють із міста за допомогою найкращого друга та партнера її чоловіка Ріка, Шейна Волша, у надії дістатися до місця проживання її батьків. Під час евакуації почуття провини, що її мучило через те, що вона покинула Ріка, спонукало її до сексуальних стосунків із Шейном, про що вона потім глибоко шкодує. Вона постійно відкидає спроби Шейна просуватися та ігнорує його ще більше, коли Рік дивовижним чином прибуває до їхнього кемпінгу.
Лорі незабаром дізнається, підрахувавши свої менструації, що вона вагітна, однак вона не вагається розповідати комусь, поки не помре Шейн і вони не повернуться на дорогу.
Лорі стикається з типовими проблемами вагітності, такими як ранкова нудота та перепади настрою протягом перших кількох місяців свого терміну. Лорі та всі інші знаходять відносну стабільність у покинутій в'язниці з гарячим душем, запасами та охороною. Перебуваючи у в'язниці, вона також починає поглиблювати свій зв'язок із колегою, що вижила, Керол Пелетье. Лорі часто турбується про добробут як своєї родини, так і решти групи. Після народження дівчинки, яку Рік і вона назвали Джудіт, вона продовжує захищати її.
Під час останніх етапів штурму в'язниці під керівництвом Губернатор Ліллі стріляє в спину Лорі з дробовика, і вона падає, тримаючи Джудіт..
Смерть Лорі викликає у Ріка та Карла емоційний розлад. Рік потерпає через жахливі галюцинації, як зорові, так і слухові, у якийсь момент навіть використовував телефон, щоб, як він вважає, справді розмовляти зі своєю померлою дружиною. Він довіряє Мішонн, яка також розмовляла з померлою коханою людиною. Щоб допомогти впоратися Карл часто звинувачує Ріка в смерті Лорі та Джудіт.